# أنكاب (أوروغواي)
أنكاب ( الإدارة الوطنية للوقود والكحول وبورتلاند ، بالإنجليزية: "National Administration of Fuels, Alcohols and Portland") هي شركة مملوكة للدولة في أوروغواي، تم إنشاؤها بموجب القانون رقم 8.764، في 15 أكتوبر 1931 أثناء إدارة غابرييل تيرا . يمنحها قانونها الأساسي سلطة استغلال وإدارة احتكار الكحول الوطني والوقود والأسمنت البورتلاندي ، فضلاً عن استيراد وتكرير وبيع المشتقات البترولية . تدير مصفاة النفط الوحيدة في أوروغواي في لا تيجا، التي افتتحت في عام 1937 بجوار حي الطبقة العاملة الذي يضم منازل ذات أفنية وحدائق، ووصف الرئيس غابرييل تيرا الشركة بأنها "فخر أوروغواي"، وتبلغ طاقتها 50 ألف برميل (7900 متر مكعب) يوميًا.  تتمتع شركة أنكاب بتصنيف ائتماني طويل الأجل "بي بي-" مع نظرة إيجابية من قبل شركة إس آند بي جلوبال . 
ابتداءً من عام 1933، أنشأ بديلاً للوقود للتنمية الوطنية يعتمد على الغازوجين"غاز الخشب" (بالإسبانية: "gasógeno")، مما جعل من الممكن التغلب على نقص الوقود في الحرب العالمية الثانية دون صعوبات تقريبًا.
في ديسمبر 2008، أطلقت أنكاب أول جولة تراخيص بحرية في أوروغواي، ومن المقرر أن تكتمل في يونيو 2009. عرضت 11 كتل لاستكشاف النفط والغاز تغطي مناطق تتراوح مساحتها بين 4,000 إلى 8,000 كيلومتر مربع (1,500 إلى 3,100 ميل2) لكل منهما، مع أعماق مياه تتراوح من 50 إلى 1,450 متر (160 إلى 4,760 قدم) . 
بالإضافة إلى أوروغواي، تعمل شركة أنكاب في الأرجنتين حيث تمتلك شركة بتروليرا ديل كونو سور، التي تدير شبكة محطات الوقود. 
في عام 2017، افتتحت أنكاب و يو تي إي شبكة مركبات كهربائية تربط بين كولونيا ديل ساكرامنتو وروزاريو وبونتاس دي فالديز ومونتيفيديو وسان لويس وبونتا ديل إستي ، مع محطات كل 65 دقيقة. كم. تحتوي المحطات في مطار كاراسكو الدولي وكولونيا على 43 كيلو وات، في حين أن المحطات الأخرى لديها 22 كيلو وات. 

## تاريخ
تم إنشاء الإدارة الوطنية للوقود والكحول وبورتلاند (ANCAP) بموجب القانون رقم 8764، في 15 أكتوبر 1931 أثناء إدارة غابرييل تيرا .  ومع إنشائها تم إرساء احتكار الدولة لاستيراد وتكرير النفط الخام، وكذلك لاستيراد وتصنيع الكحول والمشروبات الكحولية المقطرة.  بالإضافة إلى ذلك، تمت الموافقة على إنشاء مصانع بورتلاند والمنتجات ذات الصلة، بهدف زيادة أداء الأشغال العامة، وبالتالي الحد من البطالة الناجمة عن انهيار عام 1929 .

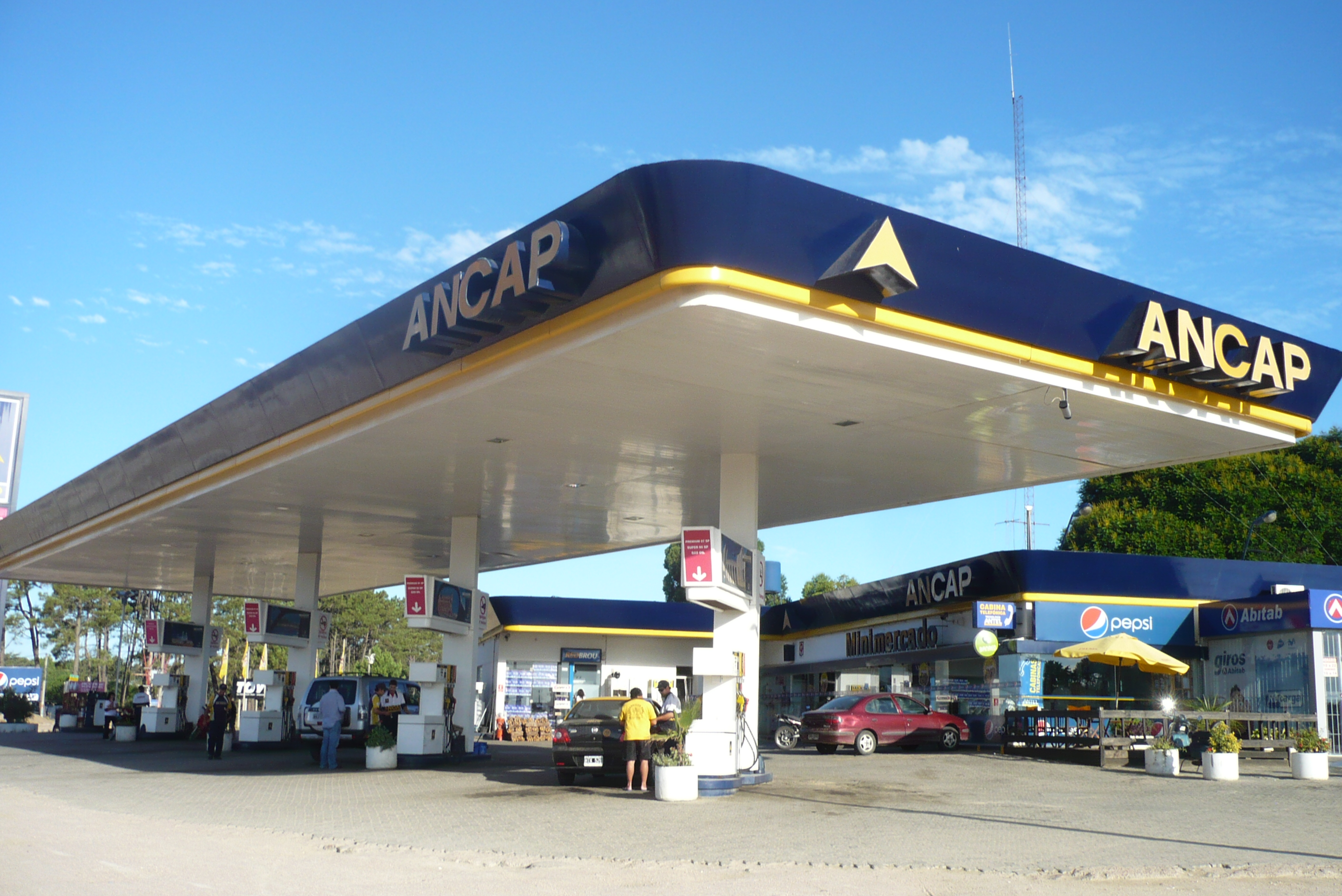
محطة وقود أنكاب في عام 2011

في ثلاثينيات القرن العشرين، قامت الشركة ببناء أول منشآتها النفطية لتكون بمثابة موزع، بالإضافة إلى مصفاة لا تيجا التي بلغت قدرتها التكريرية 600 متر مكعب يوميًا، مما أدى إلى توقف استيراد المنتجات المصنعة.  كما دخلت سوق الوقود السائل المكرر، من خلال استيراد وبيع المنتجات في جميع أنحاء البلاد، وتم تركيب أول محطتين للوقود في مونتيفيديو .  في أربعينيات القرن العشرين، ونتيجة لزيادة نشاط الاقتصاد الأوروغواياني والحاجة إلى ضمان إمدادات الطاقة، قامت الشركة بشراء ناقلات نفط، وأجرت إصلاحات فنية لزيادة القدرة على معالجة المصفاة وبدأت المفاوضات لتعديل الاتفاقية مع شركات النفط الخاصة، لتوريد النفط الخام والأرباح المضمونة للشركات المتعددة الجنسيات، لتسويق زيت الديزل وزيت الديزل وزيت الوقود. 
في تسعينيات القرن العشرين، بدأت عمليات تسويق المنتجات المخصصة للجمهور في البلاد في محطات الوقود التي تحمل ختم أنكاب بموجب امتيازات للشركات الخاصة مثل الفروع.

## المقر الرئيسي
يقع المكتب الرئيسي لـ أنكاب في المبنى الواقع عند تقاطع شارع بايساندوا و شارع ليبيرتادور .  تم تصميمه من قبل المهندس المعماري رافائيل لورينتي إسكوديرو - الذي صمم أيضًا محطات الوقود في كل من كاراسكو وبونتا ديل إستي - وتم افتتاحه في عام 1948. 

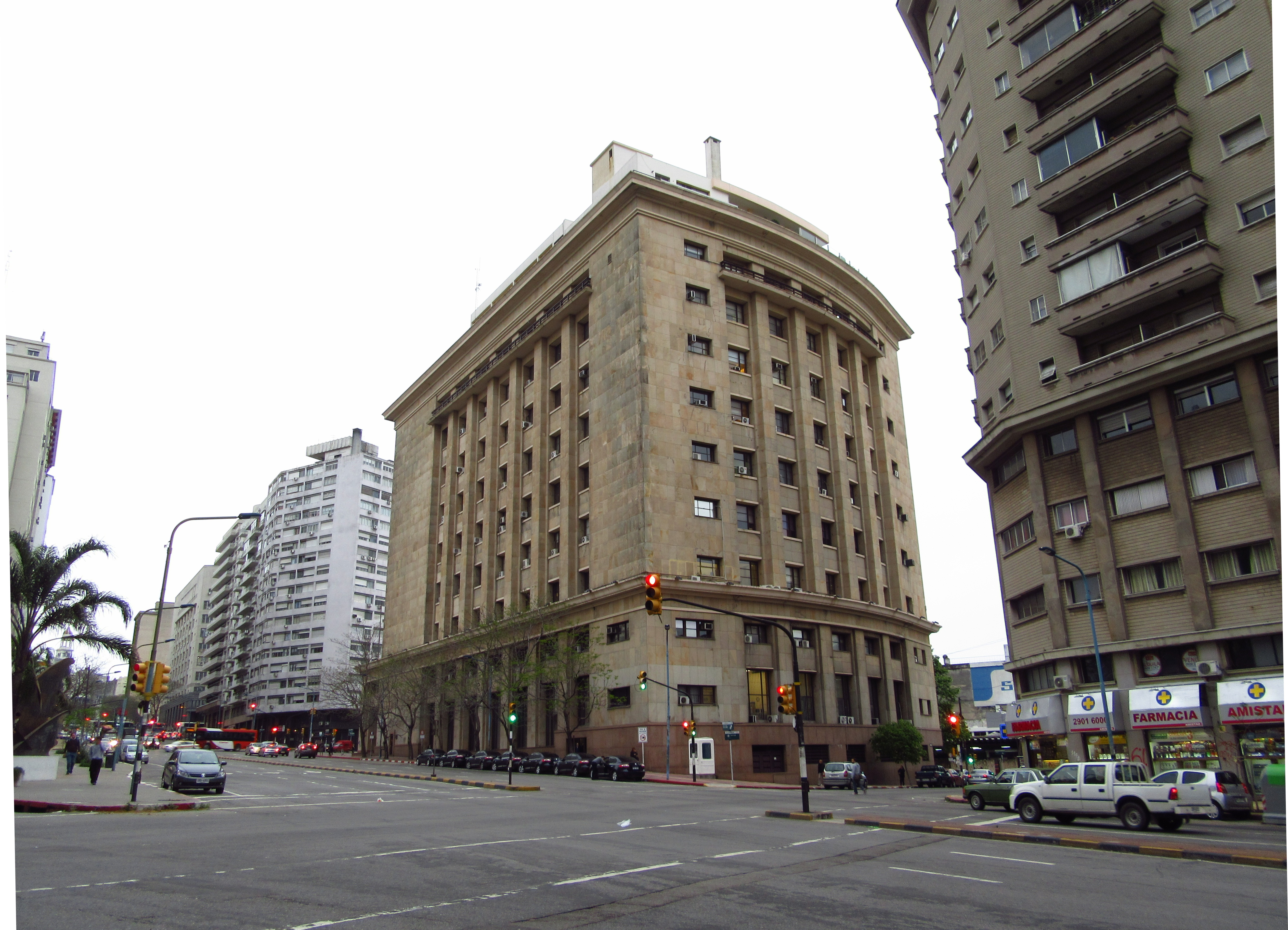
الجزء الخلفي من المبنى
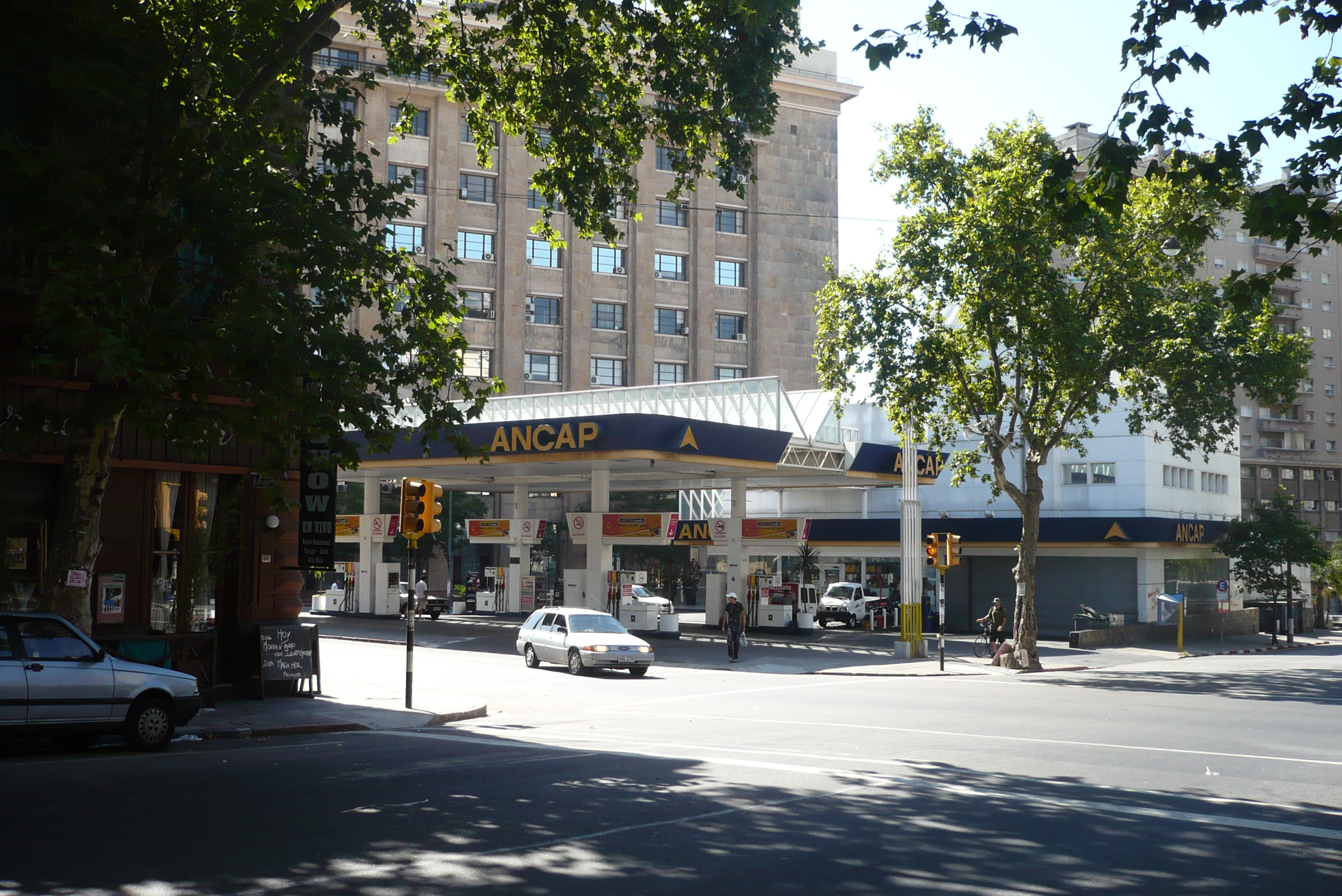
محطة الوقود أنكاب بجوار المقر الرئيسي

## أنظر أيضاً
- البترول في أوروغواي
- راؤول فرناندو سينديتش رودريغيز إدارة ANCAP